# Hubert Potier
Pour les articles homonymes, voir Potier.
Hubert Joseph Potier (Paris, 24 mai 1803 - Paris, 26 décembre 1885) est un peintre français.

## Biographie
Élève de Augustin-Louis Belle, aquarelliste, aquafortiste, peintre de genre, d'histoire, de paysages et de natures mortes, il expose au Salon de Paris de 1831 jusqu'en 1870.
En 1985 ses toiles La toilette de Vénus et Le Jugement de Pâris ont été signalées dans les records de vente (18 000 Frs). 

## Œuvres
- Ruines dans un paysage, 1828
- Le Repentir, intérieur de monastère, 1836, Musée de Brou, Bourg-en-Bresse
- Intérieur d'un cloître animé de personnages, 1839
- Le marché aux volailles, 1852
- Réfectoire de moines, 1860
- L'Intérieur du Palais des Thermes, à Paris, eau-forte, 1867
- Personnages dans un parc
- Cabinet de curiosités, 1878